# Franciszkański Zakon Świeckich

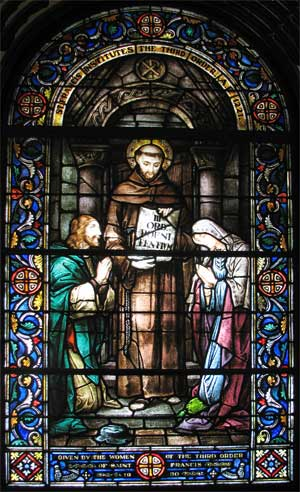
Św. Franciszek z Asyżu ustanawia III Zakon – 1221, witraż, Klasztor Franciszkanów w Waszyngtonie, 1930

Franciszkański Zakon Świeckich (bracia i siostry od Pokuty, bracia i siostry od Pokuty św. Franciszka, Trzeci zakon św. Franciszka, tercjarze franciszkańscy, franciszkanie świeccy) – mający swoje korzenie w średniowiecznym franciszkańskim ruchu pokutniczym. Katolickie międzynarodowe stowarzyszenie publiczne, którego członkowie uczestniczą w duchu zakonu franciszkańskiego, prowadząc życie apostolskie i zdążając do doskonałości chrześcijańskiej pod wyższym kierownictwem tegoż zakonu. Za inspiratora i pierwotnego założyciela tego zakonu uważany jest św. Franciszek z Asyżu.

## Historia tercjarstwa franciszkańskiego
Biedaczyna z Asyżu, jak niektóre źródła nazywają św. Franciszka z Asyżu, miał, wychodząc naprzeciw osobom świeckim, przychylnym ideałom zapoczątkowanego przez siebie ruchu, zaproponować formę życia w stowarzyszeniu świeckim (braterskiej wspólnocie). Grupa pierwszych członków tego stowarzyszenia nazywana jest w źródłach franciszkańskich Braćmi i Siostrami od Pokuty. Przez cały okres średniowiecza i w późniejszych wiekach tercjarstwo franciszkańskie było bardzo żywotne. Należeli do niego ludzie różnych stanów – od chłopów, poprzez mieszczan, na monarchach i papieżach skończywszy. Pierwszą nieoficjalną Regułą trzeciego zakonu jest List do wiernych św. Franciszka z 1221. Pierwszą oficjalną Regułą tercjarzy franciszkańskich jest Reguła Mikołaja IV z 1289, kolejną jest Reguła Leona XIII z 1883, a obecnie obowiązującą jest Reguła Pawła VI z 1978. Obok Trzeciego zakonu św. Franciszka, przy kościołach franciszkańskich istniała przez wieki Konfraternia (arcybractwo) Paska św. Franciszka, powstała w Asyżu w bazylice św. Franciszka, zatwierdzona przez Sykstusa V w 1585.
Do najbardziej znanych tercjarzy franciszkańskich należą: bł. Luchezjusz z Poggibonsi, bł. Buonadonna z Poggibonsi, św. Elżbieta Węgierska, św. Ludwik IX, św. Ferdynand III, św. Róża z Viterbo, św. Małgorzata z Kortony, św. Aniela z Foligno, bł. Joanna z Signa, św. Elzear z Sabran, św. Konrad z Piacenzy, św. Iwo z Bretanii, św. Roch, bł. Wiwald z San Gimignano, św. Izabela Portugalska, Katarzyna Aragońska, bł. Rajmund Lullus, św. Katarzyna z Genui, bł, Ludwika Albertoni, Alessandro Volta, św. Karol Boromeusz, św. Jan Maria Vianney, bł. Pius IX, Leon XIII, św. Pius X, św. Jan XXIII, bł. Zefiryn Giménez Malla, s. B. Antoni Gaudí, bł. Karol de Foucauld, św. Joanna Beretta Molla.

## Tercjarze w Polsce
Pierwsze wspólnoty tercjarskie powstawały na ziemiach polskich przy klasztorach franciszkańskich we Wrocławiu i Krakowie w XIII w. Najbardziej dynamicznym okresem rozwoju tercjarstwa franciszkańskiego były lata międzywojenne (1918-1939). Świadczył o tym kilkusettysięczny stan osobowy. Kryzys w rozwoju zakonu nastąpił w latach okupacji niemieckiej i terroru stalinowskiego. Obecnie wspólnoty Franciszkańskiego Zakonu Świeckich rozsiane są na całym terenie Polski, działając przy klasztorach i kościołach franciszkanów, franciszkanów konwentualnych i kapucynów oraz parafiach prowadzonych przez księży diecezjalnych. W Polsce istnieje 16 regionów, w których około 17 000 członków skupionych jest w blisko 600 wspólnotach.
Działalnością FZŚ na poziomie ogólnopolskim kieruje rada narodowa z przełożonym narodowym i przewodniczącym konferencji asystentów narodowych. Asystentami duchowymi są kapłani z I zakonu franciszkańskiego należący do polskich prowincji franciszkańskich lub kapłani diecezjalni posiadający upoważnienie do asystencji duchowej FZŚ ważnie otrzymane od jednego z Zakonów: Zakon Braci Mniejszych, Zakon Braci Mniejszych Konwentualnych, Zakon Braci Mniejszych Kapucynów.
Stowarzyszeniami wiernych związanymi z Franciszkańskim Zakonem Świeckich w Polsce są; Młodzież Franciszkańska, Młodzież Franciszkańska Tau, Wspólnota Franciszkańska TAU i Rycerze św. Franciszka. Tercjarze w Polsce wydają dwa periodyki „Głos św. Franciszka” we Wrocławiu oraz „Pokój i Dobro” na Górnym Śląsku.
Znani polscy tercjarze to m.in.: bł. Dorota z Mątowów, bł. Aniela Salawa, Józef Haller, Jacek Malczewski, bł. ks. Jerzy Popiełuszko, bł. kard. Stefan Wyszyński i kard. Henryk Gulbinowicz.

## Przełożeni narodowi
- Br. Fryderyk Widera OFS
- Br. Adam Smoleń OFS
- S. Joanna Berłowska OFS
- S. Emilia Nogaj OFS